# Бісова жінка (Каліфорнійські блудні)
Бісова жінка (англ. Hell-A Woman) — другий епізод серіалу Каліфорнійські блудні каналу Showtime, який був спочатку показаний в Північній Америці 20 серпня 2007 року. Тривалість епізоду - 29 хвилин. На думку критики, це вдаліший епізод в порівнянні з пілотним.

## Сюжет
Бекка (Мейделін Мартін) запрошує Генка (Девід Духовни) в будинок Карен (Наташа Макелхон) та Білла (Деміан Янґ) на спільну вечерю з друзями на вікенд. Агент відсулає Муді на зустріч з Норою (Люсі Девіс), представницею блогу «Hell-A», яка пропонує йому роботу. Після цього він вирушає додому до порноакторки (камео Брук Баннер), де намагається зайнятися з нею сексом, але її питання з приводу її зовнішності та крик дитини змушують його відмовитись від задуму. Вечір проходить в творчості для блогу, а зранку він вирушає в гості, де зустрічає Мію, яка його провокує, й знайомиться з саєнтологинею Сонею (Паула Маршалл), накурюється, займається з нею сексом й псує коштовну картину Білла. Ввечері Міа розповідає, що блог належить Біллові.

## Запрошені зірки[1]
- В цій серії з'являється Брук Баннер — порноаторка, в титрах зазначено її справжнє ім'я L.E.Brook — Ліндсі Брук[3].
- Люсі Девіс в епізодичній ролі Нори, представниці блогу Білла, яка лестощами намагається спонукати Генка написати хоч щось[4].

## Культурні посилання[5]
- Генк починає свій перший запис в блозі зі слів «Hank hates you all», що є прямим посиланням до його книги «God Hates Us All», така заміна показує ставлення його до цієї роботи. Друге ж речення - це посилання на фільм за книгою.
- Генк під час вечері розповідаючи, як зустрілись Карен та Білл, згадує «Дзен ти мистецтво кризи середнього віку», що є посиланням на роман Роберта Мейнарда Пірсіґа «Дзен та мистецтво догляду за мотоциклом».
- Запис в блозі Генка містить рядки: «Я, імовірно, не увійду в історію, та проте я увійду в твою сестру». Це практично повна відповідність з останнім рядком пісні «The Moron Brothers» 1991 року гурту NOFX. Але неформальність та маловідомість першоджерела дозволяють припустити звичайний збіг.
- Генк називає секретарку Рендла «Денні-Каліфорнія» за назвою пісні гурту Red Hot Chili Peppers, яка свого часу співала ремікс на пісню «LA Woman». Подальше використання цього словосполучення призвело до судового процесу.
- В процесі розмови Нора цитує «Зоряні війни», епізод 4-й: «Join the Dark Side»/«Use the blog»[6]

## Походження назви
Назва епізоду («Hell-A Woman») походить від пісні «LA Woman» гурту «The Doors» та назви блогу Білла «HELL-A», який, в свою чергу, походить на основі спотворення скорочення L-A (Los Angeles). Саме ця пісня грає, коли Генк робить перший запис в блог.

## Згадування відомих особистостей
- Беккі говорить, що в юності Карен хотіла одружитися з Крісом Корнеллом.
- Генк говорить саєнтологині Соні, що «Том та Кеті» не заохотили б їх секс. Маються на увазі відомі актори-саєнтологи Том Круз та Кеті Голмс.

## Внутрішні натяки на елементи серіалу
Напис на дискові в квартирі порнозірки «A Crazy Little Thing Called Anal», що є посиланням на назву фільму «A Crazy Little Thing Called Love».

## Музика[7][1]
- Robbers on High Street — «Japanese Girls»
- The Doors — «LA Woman» як ремікс Пола Окендолфа.
- Kenneth James Gibson — «Sarcastically Yours»
- Tommy Stinson — «Light of Day»